# Oskar Hansen
Oskar Hansen (Helsinki, 12 de abril de 1922 – Varsovia, 11 de mayo de 2005) está considerado uno de los grandes arquitectos visionarios. Diseñador, urbanista, teórico, profesor, pintor y escultor, muchas de sus obras reflejan la influencia del cubismo. Su relación con Pierre Jeanneret y Le Corbusier favoreció su capacidad de trabajar las formas en la naturaleza, pero fue su estancia en París, entre 1948 y 1950, la que constituyó el punto de partida en su evolución hacia la «forma abierta», la idea que impregnaría todo su trabajo posterior: una teoría –o una actitud, dirían algunos– que adopta el «arte como proceso» en el que se induce al espectador o destinatario de la obra a participar en ella.
Oskar Nikolai Hansen nació en el seno de una familia de orígenes diversos: su madre era rusa y su padre, noruego de remotas raíces polacas. Su abuelo era el famoso multimillonario y filántropo noruego Herman «Appelsin» Hansen. En 1923 la familia Hansen se estableció en Vilna, entonces Polonia, país que tres años más tarde les concedería la ciudadanía polaca. Oskar Hansen estudió mecánica en la Escuela Politécnica Superior de Vilna (a la sazón capital de la recién proclamada República Socialista Soviética de Lituania), donde se graduó en 1942. Durante la Segunda Guerra Mundial, Hansen fue un miembro activo del Ejército Nacional polaco (Armia Krajowa, o AK), el principal movimiento de resistencia polaco en la Polonia ocupada por los nazis.
En 1945, Hansen se matriculó en la Escuela Técnica Superior de Arquitectura de la Universidad Politécnica de Varsovia. En 1948, gracias a una beca del gobierno francés, se trasladó a París, donde hizo de aprendiz en los estudios de Fernand Léger y Pierre Jeanneret, primo de Le Corbusier, y conoció a artistas como Pablo Picasso, del que diría que le «enseñó la “dimensión invisible”». Posteriormente viajó a Londres para estudiar en la Escuela Internacional de Verano de Arquitectura, donde obtendría el primer premio del concurso con la creación de una urbanización; en la capital británica conoció a Henry Moore, en cuyas esculturas –que integraban el «interior» y el «exterior»– ya intuyó aspectos de la forma abierta. En 1949 participó en el Congreso Internacional de Arquitectura Moderna (CIAM) en Bérgamo, donde llamó la atención por oponerse a las teorías de Le Corbusier.
Hansen se casó con una compañera de estudios de Lublin, Zofia Aleksandra Garlińska (en adelante Zofia Hansen, 1924-2013).

## Estudios de diseño y la Academia de Bellas Artes de Varsovia
De vuelta a su hogar, Hansen continuó sus estudios de Arquitectura en la Universidad Politécnica de Varsovia, donde se licenció en 1951. Mientras cursaba el tercer año recibió el encargo de diseñar la urbanización Dębiec, cerca de Poznań, pero sus ideas nunca se llevaron a cabo debido al inflexible marco doctrinal del realismo socialista. Una de esas ideas –un proyecto de diseño interior de la sede temporal del ayuntamiento de Varsovia– casi provocó que Józef Sigalin, arquitecto jefe de Varsovia, lo apartara de la arquitectura. Sigalin organizó una especie de «juicio» del diseñador, aunque al final el asunto se quedó en una reprimenda pública.
Tras el incidente con Sigalin, Hansen se refugió en su taller. Pintó y llevó a cabo estudios en torno a las formas espaciales, que iban desde sus «estudios sobre la dirección» (1950) ‒una serie de obras en las que exploraba la imagen como medio de influencia‒, hasta sus «activo negativo» (1957). También aceptó encargos del gobierno para diseñar pabellones de ferias internacionales.
Hansen fue miembro del Grupo de Estudios de Arquitectura Móvil (GEAM), y en 1958 recibió un premio de la revista Przegląd Kulturalny [Revista cultural] por sus logros en el campo de las bellas artes.
Compatibilizó siempre su trabajo de diseñador con su labor docente. En 1950 empezó a trabajar en la Academia de Bellas Artes de Varsovia, donde desarrolló su propio plan de estudios e impartió clases en el departamento de Composición de Planos y Formas Espaciales de la Academia. En 1981 se hizo cargo de la Cátedra Interdepartamental de Bellas Artes Integradas, de la que se retiraría dos años más tarde.

## Diseños arquitectónicos
Durante los años de realismo socialista, Hansen diseñó principalmente pabellones de feria: el pabellón polaco de la Feria Internacional de Estocolmo (1953), el de la Feria Internacional de Izmir, en Turquía (1955), y el de São Paulo (1959). Estos proyectos fueron un auténtico campo de pruebas para sus ideas, al punto de que en ellos empezó a fraguarse su teoría de la forma abierta. El pabellón de Izmir, llamado Estructura HT (Hansen-Tomaszewski), se sigue considerando aún hoy una de las obras más notables del arte polaco de la época.
En 1957, Hansen montó su primera exposición individual en la sala de exposiciones del periódico de Varsovia Po Prostu, una exposición diseñada para ser una obra de arte en sí misma. En ella, el artista mostró todo en lo que había estado trabajando durante la era estalinista: pinturas semi-cubistas, maquetas y fotografías de esculturas y objetos arquitectónicos. Para esta muestra, Hansen creó especialmente una novedosa construcción en forma de red con varillas de metal, la llamada «equidna», que ocupaba todo la sala e integraba al visitante en el espacio. Años más tarde escribiría que la equidna se convertía en un ambiente que «enmarcaba y ponía el acento en los visitantes». El novedoso método de ordenar las obras de arte en el espacio se correspondía con lo que años más tarde daría en llamarse «arte ambiental».
Al año siguiente, con motivo de la II Exposición Nacional de Arte Moderno, proyectó la ampliación de la galería Zachęta. En una estructura de cubos esmaltados con bordes de acero, las paredes, los suelos y las escaleras de toda la galería debían funcionar como elementos móviles susceptibles de ser configurados y reconfigurados en diferentes espacios de la galería. La estructura, que conectaba el «interior» con el «exterior», estaba destinada a funcionar como fondo visual para los visitantes.

## The Roadpara Auschwitz-Birkenau, el Contramonumento[1]
Pese a que entre 1958 y 1966 trabajó en una larga serie de proyectos como la cooperativa de viviendas de Varsovia (Warszawska Spółdzielnia Mieszkaniowa), la obra más importante y significativa de estos años es sin duda alguna The Road, que nunca llegó a materializarse.
En enero de 1957, un grupo de supervivientes y familiares de víctimas del campo de concentración organizó el Comité Internacional de Auschwitz. En cooperación con la Unión Internacional de Arquitectos, el Comité convocó un concurso para la realización de un monumento que inmortalizara el sufrimiento de las víctimas de la barbarie nazi.
El equipo de Hansen se presentó con la propuesta titulada The Road. La novedad del proyecto residía precisamente en alterar la noción tradicional de monumento, siguiendo los preceptos de su teoría vanguardista de la forma abierta, y tratar todo el emplazamiento del antiguo campo de concentración como un monumento en sí mismo. El elemento central consistía en una carretera de asfalto de un kilómetro de largo y setenta metros de ancho que cruzaba el campo dibujando una diagonal. Hansen ignoró la puerta principal de Birkenau por la que entraban los trenes que transportaban a las víctimas. Nunca nadie debía volver a cruzar esa puerta. La carretera pasaba por entre los restos de los barracones, las chimeneas, las alambradas, las vías del tren y las letrinas; al llegar a los hornos crematorios, terminaba de forma abrupta, entre los campos y los bosques. La carretera era lo único que debía dar testimonio del horror de los crímenes cometidos en ese lugar. Todo lo demás se debía dejar intacto, de acuerdo con los deseos de los prisioneros, de modo que el antiguo campo se fuera rindiendo a la acción invasiva de la hierba y del paso del tiempo. La intención era hacer que los visitantes que atravesaban el campo por la carretera imaginaran lo vivido por las víctimas y se enfrentaran a la idea del olvido.
"Fuera de la carretera el proceso estaba destinado a ser un reloj biológico. Ya entonces los árboles crecían allí, vimos correr corzos y liebres. Queríamos preservar el testimonio en la carretera… como la lava conservó Pompeya. El monumento The Road es una búsqueda de continuidad: comienza en la vida, pasa a través de la muerte, y vuelve de nuevo a otra vida."

Hansen detestaba el antiguo concepto de memorial como un objeto, que para él era la encarnación de una «forma cerrada». El diseño concebido para Auschwitz, por el contrario, era la expresión temprana de su concepción profunda de la forma abierta: «La forma abierta despertará la necesidad de la existencia en cada uno de nosotros. […] Vamos a caminar a través del monumento, y no alrededor de este.» (CIAM, Otterlo, 1959).
En un primer momento, el jurado se pronunció por unanimidad a favor del proyecto de Hansen. Sin embargo, finalmente los supervivientes de Auschwitz lo rechazaron porque no eran capaces de identificar su sufrimiento con una expresión tan abstracta, o «puramente negativa», del recuerdo. Se propuso a Hansen que combinara su proyecto con la propuesta del equipo italiano que se había presentado al concurso, pero declinó la oferta aduciendo que le era imposible fundir su proyecto con el diseño de escultura figurativa presentado por los italianos.
En los años sesenta Hansen ensanchó su teoría de la forma abierta hacia la teoría del «sistema lineal continuo», que proponía trasladar sus principios a la disposición de los edificios y los espacios de comunicación a una escala mayor. Entre sus proyectos se incluye la urbanización de los distritos de Varsovia Przyczulek Grochowski (1963) y Ursynów (1966-1968), y otras propuestas de ámbito regional y nacional. También diseñó los edificios el Museo de Arte Moderno de Skopje (capital de la actual Macedonia del Norte, 1966) y la Embajada de Polonia en Washington D. C. (1973). El proyecto del edificio destinado a albergar el museo de Skopje consistía en una serie de espacios con techos que se plegaban y desplegaban a modo de sombrillas, o que podían ser controlados electrónicamente para que «emergieran de debajo de la tierra». Según sus palabras, el museo era como un «espacio que crece en la tierra como un árbol».
Hansen fue miembro del grupo Team 10 (o Team X), un grupo de arquitectos nacido tras el IX congreso del CIAM (1953), que se distinguía por proponer ideas críticas contra las concepciones tradicionales heredadas de Le Corbusier y que contribuyó a repensar la arquitectura y el urbanismo. La aportación de Hansen al discurso del Team 10 gira fundamentalmente en torno a la teoría de la forma abierta, que expuso en el último congreso del CIAM en Otterlo, en 1959, donde presentó también, entre otros, el proyecto The Road y el de la galería Zachęta. Hansen hizo varias colaboraciones con la revista Le Carré Bleu, creada en 1958 tras el congreso del CIAM en Helsinki y en la que se desarrollan las ideas del grupo.
Tras una vida dedicada a la docencia y a la investigación de las nuevas formas arquitectónicas, Oskar Hansen murió en Varsovia el 11 de mayo de 2005.